# Aleksej Plesjtjejev

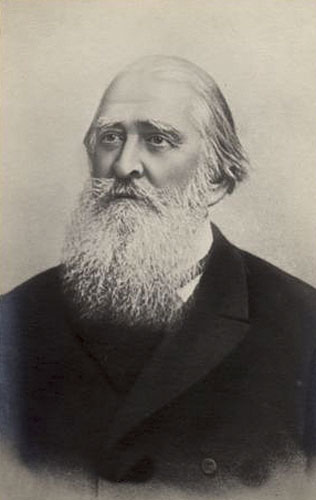
Aleksej Plesjtjejev.

Aleksej Nikolajevitj Plesjtjejev (ryska: Алексей Николаевич Плещеев), född 4 december (gamla stilen: 22 november) 1825 i Kostroma, död 8 oktober (gamla stilen: 26 september) 1893 i Paris, var en rysk författare. 
Plesjtjejev, som ingick i Petrasjevskijgruppen, häktades 1849 och förvisades till Orenburg som soldat. Först 1857 benådades han och återfick sina rättigheter. Sin poetiska verksamhet började han 1847–49 i "Otetjestvennyja zapiski". Hans skaldskap utmärkte sig för en idealistisk, human världsåskådning med elegisk grundstämning. Han skrev även dikter ur barnavärlden. Han var betydande som poetisk översättare från engelska, tyska och franska, men hans prosanoveller blev snabbt bortglömda. Hans samlade dikter utkom 1887 (ny upplaga 1894). 